# Стефан Омальский

Графство Омаль в составе Нормандии. XII век
Территория графства Омаль
Остальная часть герцогства Нормандия

Стефан (Этьен) Омальский (англ. Stephem of Aumale; фр. Étienne d'Aumale; до 1070 — 1127) — англонормандский аристократ, племянник Вильгельма Завоевателя, граф Омальский (c 1082 года; по другим данным, с 1115 года).

## Биография
Стефан был единственным сыном Эда III де Блуа, графа де Труа и де Мо, и Аделаиды Нормандской, сестры короля Англии Вильгельма Завоевателя. После смерти своей матери в 1082 году Стефан стал использовать титул графа Омальского, хотя реальное управление графством оставалось в руках его отца.
В 1095 году в Англии вспыхнуло восстание баронов под руководством Роберта де Мобрея против правления короля Вильгельма II Руфуса. Восставшие выступили с идеей передачи английского престола Стефану Омальскому, племяннику Вильгельма Завоевателя. Причины, почему в качестве замены правившему монарху был предложен молодой Стефан, до конца не ясны. Вероятно, бароны были разочарованы поведением более близких родственников Завоевателя — Роберта Куртгёза и Генриха Боклерка — во время и после восстания 1088 года. Очевидно также, что в мятеже 1095 году участвовал отец Стефана Омальского Эд де Блуа. Восстание, однако, было быстро подавлено, а граф Эд в 1096 году заключён на некоторое время в тюрьму.
В 1096 году Стефан присоединился к войскам Роберта Куртгёза, отправившимся в крестовый поход в Палестину. По возвращении из Святой земли, в 1102 году Стефану была пожалована обширная сеньория Холдернесс на восточном побережье Йоркшира, которая была конфискована у его отца в 1096 году и которая в дальнейшем стала ядром английских наследственных владений графов Омальских (Альбемарльских (англ. Earls of Albemarle), как было принято произносить этот титул в Англии). В 1118 году, по свидетельству Ордерика Виталия, Стефан Омальский примкнул к восставшим нормандским баронам, выступившим против жёсткой политики короля Генриха I Боклерка в Нормандии. Восстание охватило значительную часть баронов Верхней Нормандии, включая графов Э и Омаля, и было поддержано королём Франции и графом Фландрии. Однако успешные дипломатические и военные действия английского короля позволили к концу 1119 года ликвидировать мятеж. О дальнейшей судьбе Стефана Омальского ничего не известно.

## Брак и дети
Стефан был женат (до 1100 года) на Хависе де Мортимер (род. до 1088 году), дочери Ральфа де Мортимера (ум. после 1104 года), родоначальника английского рода Мортимеров и первого лорда Вигмора. Стефан и Хависа имели семерых детей:
- Вильгельм Омальский (ум. 1174), граф Омальский, активный участник гражданских войн в Англии между сторонниками короля Стефана и императрицы Матильды, женат на Сисели, леди Скиптон (ум. до 1190), дочери Вильгельма Фитц-Дункана и внучке шотландского короля Дункана II;
- Этьен Омальский (ум. после 1150);
- Ангерран Омальский (ум. после 1150);
- дочь, вышедшая замуж за Ричарда де Жерберуа;
- Аделиза Омальская (ум. до 1168), замужем первым браком за Робертом Бертраном, сеньором де Брикбеком, вторым браком за Ингелгером де Боюном;
- Матильда Омальская (ум. после 1160), замужем за Жераром де Пинкени (ум. 1178), видамом Амьенским;
- Агнесса Омальская, замужем первым браком за Адамом де Брюсом, старшим сыном Робертом де Брюсом, 1-м лордом Анандейла, вторым браком за Вильгельмом II де Румаром, сыном Вильгельма, графа Линкольна.

## Комментарии
1. ↑  По некоторым сведениям, Омаль не был юридически владением Аделаиды Нормандской, а был пожалован в 1069 году её мужу Эду де Блуа. В этом случае Стефан Омальский мог унаследовать титул графа лишь в 1115 году, после смерти своего отца. Источники, однако, противоречивы: в английских документах под 1115 годом упоминается граф Эд, тогда как в грамоте о пожертвовании монастырю Сен-Мартен-де-Шамп в 1110 году графом Омальским назван Стефан[3].